# Luis de Vargas
Pour les articles homonymes, voir Vargas.
Luis de Vargas, né en 1502 à Séville et mort dans la même ville en décembre 1567, est un peintre espagnol, principalement actif à Séville.

## Biographie
En Espagne il a pour maître Diego de la Barrera puis il poursuit ses études à Rome avec Perin del Vaga et il est influencé par le maniérisme. Il reste durant 28 ans en Italie puis revient en Espagne. 
Il embellit nombre d'édifices religieux et particuliers de tableaux et de fresques. Parmi ses travaux les plus renommés sont une Nativité  dans la cathédrale de Séville, une fresque Vierge au rosaire dans l'église de San Pablo, le Jugement dernier dans la maison de la miséricorde,Calvaire de l'hôpital de Las Bubas à Séville. 

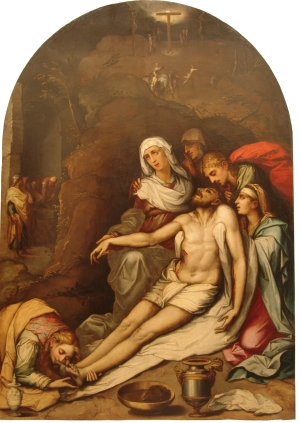
Piétà, 1564
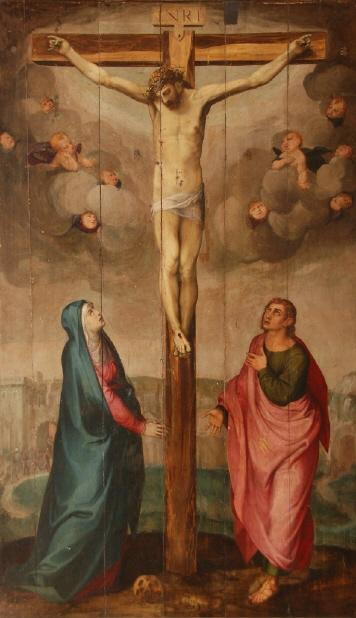
Calvaire, vers 1560 (entourage de Luis de Vargas)
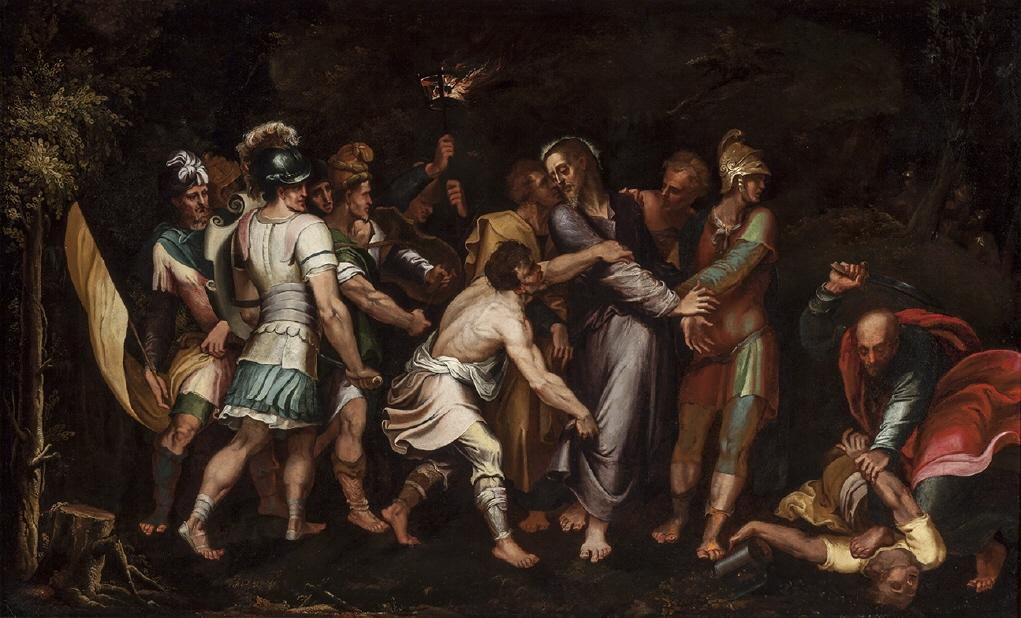
Arrestation du Christ, 1562
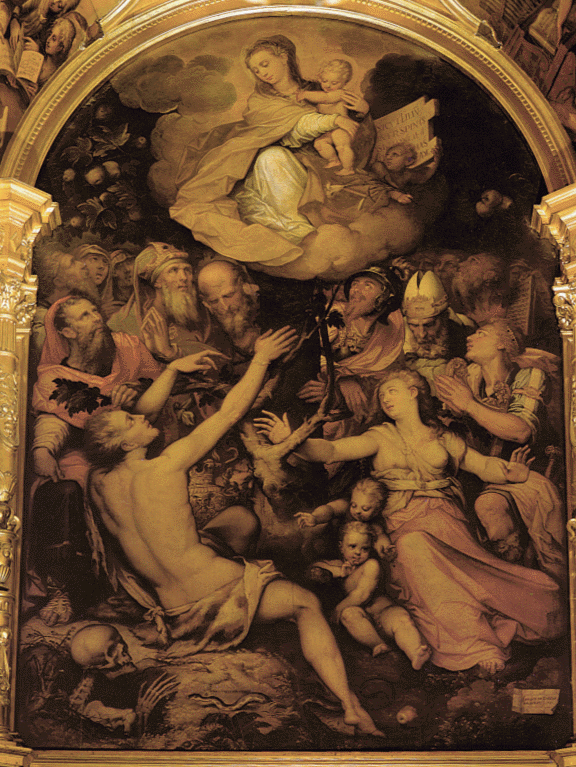
Luis de Vargas. Alegoría de la Inmaculada Concepción (Cathédrale Notre-Dame du Siège de Séville)